# Pushthrough
Pushthrough est une localité canadienne située sur l'île de Terre-Neuve dans la province de Terre-Neuve-et-Labrador. Elle a été établie en 1814.